# Gladiolus balensis
Gladiolus balensis är en irisväxtart som beskrevs av Peter Goldblatt. Gladiolus balensis ingår i släktet sabelliljor, och familjen irisväxter. Inga underarter finns listade i Catalogue of Life.